# Březsko (Slatina)

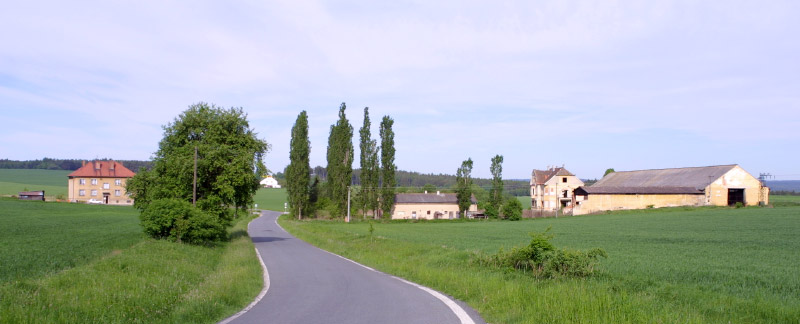
Ortsansicht

Březsko (deutsch Brzesko) ist eine Ansiedlung der Gemeinde Slatina in Tschechien. Sie liegt zehn Kilometer östlich von Kralovice (Kralowitz) und gehört zum Okres Plzeň-sever.

## Geographie
Březsko befindet sich rechtsseitig über dem Tal des Baches Javornice im Quellgebiet eines kleinen Zuflusses in der Kralovická pahorkatina (Kralowitzer Hügelland). Nordöstlich erhebt sich die Hradiště (446 m n.m.), im Osten die Dubenčice (445 m n.m.)  und westlich der V Hlínách (458 m n.m.). Gegen Osten erstreckt sich das Landschaftsschutzgebiet Křivoklátsko, südlich der Naturpark Berounka.
Nachbarorte sind Bělbožice, Uhrovic Mlýn und Milíčov im Norden, Machův Mlýn und Lhota im Nordosten, Slatina im Osten, Chříč und Studená im Südosten, Holovousy im Süden, Všehrdy und Černíkovice im Südwesten, Ovčín und Hedčany im Westen sowie Cukrovic Mlýn, Hedecko und Břežany im Nordwesten.

## Geschichte
Březsko war zum Ende des 14. Jahrhunderts eine Gutsherrschaft, deren Besitzer auch das Kirchpatronat in Milíčov innehatten. Es ist anzunehmen, dass Albrecht von Kolowrat, der zwischen 1392 und 1403 das Patronatsrecht ausübte, auch Besitzer von Březsko war. Albrechts Sohn Hanuss von Kolowrat erhielt wegen seiner Verdienste während der Hussitenkriege als königlicher Hauptmann von König Sigismund die Burg Krašov zugeschrieben und schloss sein Gut Březsko an die Burgherrschaft an. 1430 vererbte er die Herrschaft Krašov mit Březsko seinem Sohn Hanuss d. J. auf Zbiroh, Točník und Žebrák. 1529 verkaufte der Vormund des minderjährigen Dietrich d. J. Kolowrat-Bezdružicky die Burg Krašov mit dem Städtchen Kozojedy, den Dörfern Milíčov, Březsko, Rakolusky, Bohy, Třímany und Borek, dem größten Teil von Hlince, der Feste Březsko sowie drei Mühlen für 3250 Schock an Nikolaus Switak von Landstein; die Zuschreibung in der Landtafel erfolgte 1534. Nikolaus Switak verkaufte die Güter um 1540 an Dietrich Kolowrat-Bezdružicky, der sie wenig später an Katharina von Solopisk, die Ehefrau des Wilhelm Switak von Landstein, weiterreichte. Katharina von Solopisk trennte um 1570 die Güter Březsko und Milíčov von Krašov ab und verkaufte sie an Jan d. Ä. Chlumčanský von Přestavlk auf Slatina und Čistá. Nach wenigen Jahren gelangten beide Güter wieder zur Herrschaft Krašov zurück. Katharinas Sohn, Wilhelm d. J. Switak von Landstein, trennte Březsko und Milíčov 1576 erneut von Krašov ab und veräußerte die Güter zusammen mit der Uhrovsky-Mühle an Sebastian Lažanský von Bukowa auf Chříč, der 1585 seine Güter Chříč und Dubian mit Studena wegen Überschuldung an Johann Teyrzowsky von Ensiedl verkaufte und die Feste Březsko zu seinem neuen Sitz machte. Das Gut Březsko umfasste zu der Zeit die Dörfer Březsko, Bělbožice und Hedčany sowie einen Anteil von Hlince. Sebastian Lažanský und seine Frau Susanna, geborene Nebilowsky von Drahobuz, stifteten 1594 der Lokalkirche St. Peter und Paul in Dolan eine neue Glocke. Im Jahre 1604 veräußerte Sebastian Lažanský das Gut Březsko mit den zugehörigen Dörfern für 20.250 Schock Meißnische Groschen an Johann Teyrzowsky. Johann Teyrzowskys Sohn, der Rakonitzer Kreishauptmann Heinrich Jakob Teyrzowsky von Ensiedl, vererbte 1618 die Güter Křič, Kožlan, Břesko  und Dubian  seinem Sohn Johann d. J. 1621 erwarb Bohuslaw Kolowrat-Krakowsky auf Šípy und Všesulov diese vier Güter von Johann d. J. Teyrzowsky von Ensiedl. Das Dorf und die Feste Břesko erloschen während des Schwedischen Krieges.
Im Jahre 1625 gehörten die Güter Hermann Warlich von Bubna. Sie wurden später zur Herrschaft Křič zusammengelegt. Anstelle des wüsten Dorfes Břesko entstand ein herrschaftlicher Meierhof. Ab 1650 waren die Freiherren Teyrzowsky von Ensiedl erneut Besitzer der Herrschaft Křič. Im Jahre 1713 veräußerten die Brüder Teyrzowsky von Ensiedl die Herrschaft Křič für 211.000 Gulden an Wenzel Josef Lažanský von Bukowa auf Manetin. Dieser kaufte im selben Jahre noch vom Prager Domkapitel St. Veit das Gut Tschistay hinzu und vereinigte es mit der Herrschaft. 1715 erbten seine Witwe Marie Gabriele, geborene Czernin von und zu Chudenitz, und die Söhne Maximilian Wenzel und Karl Josef Lažanský den Besitz. Marie Gabriele Lažanský starb 1758 als Oberin des Reichsstiftes adeliger Fräulein in der Neustadt Prag und hinterließ eine Hälfte der verschuldeten Herrschaft dem Stift. Die andere Hälfte wurde auf Antrag ihrer Gläubiger subhastiert; da sich dafür jedoch kein Interessent fand, fiel sie den Lažanskýschen Erben zu, die sie 1764 dem Fräuleinstift, das später den Namen „k.k. freiweltadeliges Damenstift zu den heiligen Engeln in der Altstadt Prag“ erhielt, verkauften. In der Topographie des Königreichs Böhmen von 1785 wurde Břesko ohne Angabe der Häuserzahl genannt. Im Jahre 1785 wurde die Lokalie St. Peter und Paul in Dolan aufgehoben und auf die Schlosskapelle des hl. Johannes von Nepomuk in Křič übertragen. Während der Josephinischen Reformen wurde die Herrschaft Křič im Jahre 1787 an das Prager Theresianum angeschlossen, 1791 ging sie an das Damenstift zurück. 
Im Jahre 1843 bestand die im Rakonitzer Kreis gelegene und nach Slatina konskribierte Einschicht Břesko aus einem herrschaftlichen Meierhof und einer dominikalen Schäferei. Pfarrort war Křič. Bis zur Mitte des 19. Jahrhunderts blieb Břesko der Herrschaft Křič untertänig.
Nach der Aufhebung der Patrimonialherrschaften bildete Břesko ab 1850 eine Ansiedlung der Gemeinde Slatina im Gerichtsbezirk Kralowitz. Ab 1868 gehörte Břesko zum Bezirk Kralowitz. Seit dem Ende des 19. Jahrhunderts wird der Ortsname Březsko verwendet. Im Jahre 1906 verkaufte das Freiweltadelige Damenstift zu den heiligen Engeln die Grundherrschaft Chříč an Stephan von Götzendorf-Grabowski, der sie 1910 an Gustav Fischer veräußerte. Anschließend wechselten die Besitzer in rascher Folge. 
Nach dem Ersten Weltkrieg zerfiel der Vielvölkerstaat Österreich-Ungarn, Březsko wurde 1918 Teil der neu gebildeten Tschechoslowakischen Republik. Beim Zensus von 1921 wurde Březsko als ein zur Gemeinde Slatina gehöriger Hof erfasst. Zwischen 1939 und 1945 gehörte Březsko / Brzesko zum Protektorat Böhmen und Mähren. Nach dem Ende des Zweiten Weltkrieges kam Březsko zur wiedererrichteten Tschechoslowakei zurück. Nach der Zwangskollektivierung wurde der Hof von der JZD bewirtschaftet. 1949 erfolgte die Umgliederung der Ansiedlung in den neuen Okres Plasy. Bei der Gebietsreform von 1960 erfolgte die Aufhebung des Okres Plasy, Březsko wurde Teil des Okres Plzeň-sever, zugleich erfolgte die Eingemeindung nach Chříč. Seit dem 24. November 1990 ist Březsko wieder ein Teil der Gemeinde Slatina. Zum Ende des 20. Jahrhunderts wurde die Bewirtschaftung des Hofes eingestellt. Er ist einschließlich der Jugendstilvilla dem Verfall überlassen. Südlich der durch Březsko führenden Straße steht ein Mehrfamilienhaus.

## Ortsgliederung
Březsko ist Teil des Katastralbezirkes Slatina u Chříče.